# تی‌وی‌شوزآن‌دی‌وی‌دی.کام
تی‌وی‌شوزآن‌دی‌وی‌دی.کام (به انگلیسی: TVShowsOnDVD.com) یک وب‌گاه اختصاص داده شده به فهرست نویسی، گزارش‌های خبری در مورد منطقه ۱ تلویزیون منتشر شده، در دی‌وی‌دی است. شعار این سایت می‌پرسد: «آیا نمایش‌های مورد علاقه شما در دی‌وی‌دی است؟»
از فوریه ۲۰۰۷، سایت تی‌وی‌شوزآن‌دی‌وی‌دی.کام با تی‌وی گاید وابسته شده‌است.